# Балсан Леонід Володимирович
Балсан Леонід Володимирович (18 жовтня 1983, м. Червоноград — 14 грудня 2023) — український військовослужбовець, солдат 46 ОАБр Збройних сил України, учасник російсько-української війни.

## Життєпис
Народився 18 жовтня 1983 року в місті Червоноград (тепер Шептицький). Навчався у Гімназії № 8 Шептицької міської ради. У 2006 році закінчив Приватне акціонерне товариство Вищий навчальний заклад «Міжрегіональна Академія управління персоналом» за спеціальністю «Правознавство».
Після завершення навчання працював на підприємстві харчової промисловості у Шептицькому, а протягом останніх п'яти років — у мережі супермаркетів «АТБ» у Львові. У вільний час захоплювався велоспортом та гірським туризмом.
Після початку повномасштабного вторгнення РФ став на захист Батьківщини від російських загарбників до лав 46-ї окремої аеромобільної бригади Десантно-штурмових військ Збройних Сил України. Після проходження військових навчань за кордоном боровся із загарбниками на Донеччині.
Загинув 14 грудня 2023 року під Мар'їнкою. Похований 5 квітня 2024 року на Личаківському цвинтарі у Львові.
У Леоніда Балсана залишилися дружина, дві доньки та батько.

## Нагороди
- Орден «За мужність» III ступеня (30 травня 2025, посмертно) — особисту мужність, виявлену у захисті державного суверенітету та територіальної цілісності України, самовіддане виконання військового обов'язку[2]